# Hursch
Der Hursch ist eine 853 m ü. NHN hohe Kuppe auf der Schwäbischen Alb südwestlich von Zainingen, einem Ortsteil von Römerstein. Er erhebt sich auf dem Gelände des ehemaligen Truppenübungsplatzes Münsingen. 
Auf dem bewaldeten Hursch wurde 1981 im Zuge der militärischen Nutzung ein 42 Meter hoher Beobachtungsturm als Stahlgitterkonstruktion errichtet. Nachdem der Truppenübungsplatz 2005 außer Dienst gestellt worden war, übernahm der Schwäbische Albverein das Bauwerk und nutzt es seither als Aussichtsturm. Er ist frei zugänglich. 
Die Aussichtsplattform in einer Höhe von 895 m ü. NHN ermöglicht einen hindernislosen Rundumblick, an klaren Tagen bis zu den Alpen. Bei sehr klarer Sicht kann man vom Turm bis zum 260 km entfernten Großvenediger im Südosten schauen, weiterhin zu den Stubaier und Ötztaler Alpen im Südsüdosten sowie zu den etwa 250 km entfernten Berner Alpen im Südsüdwesten.

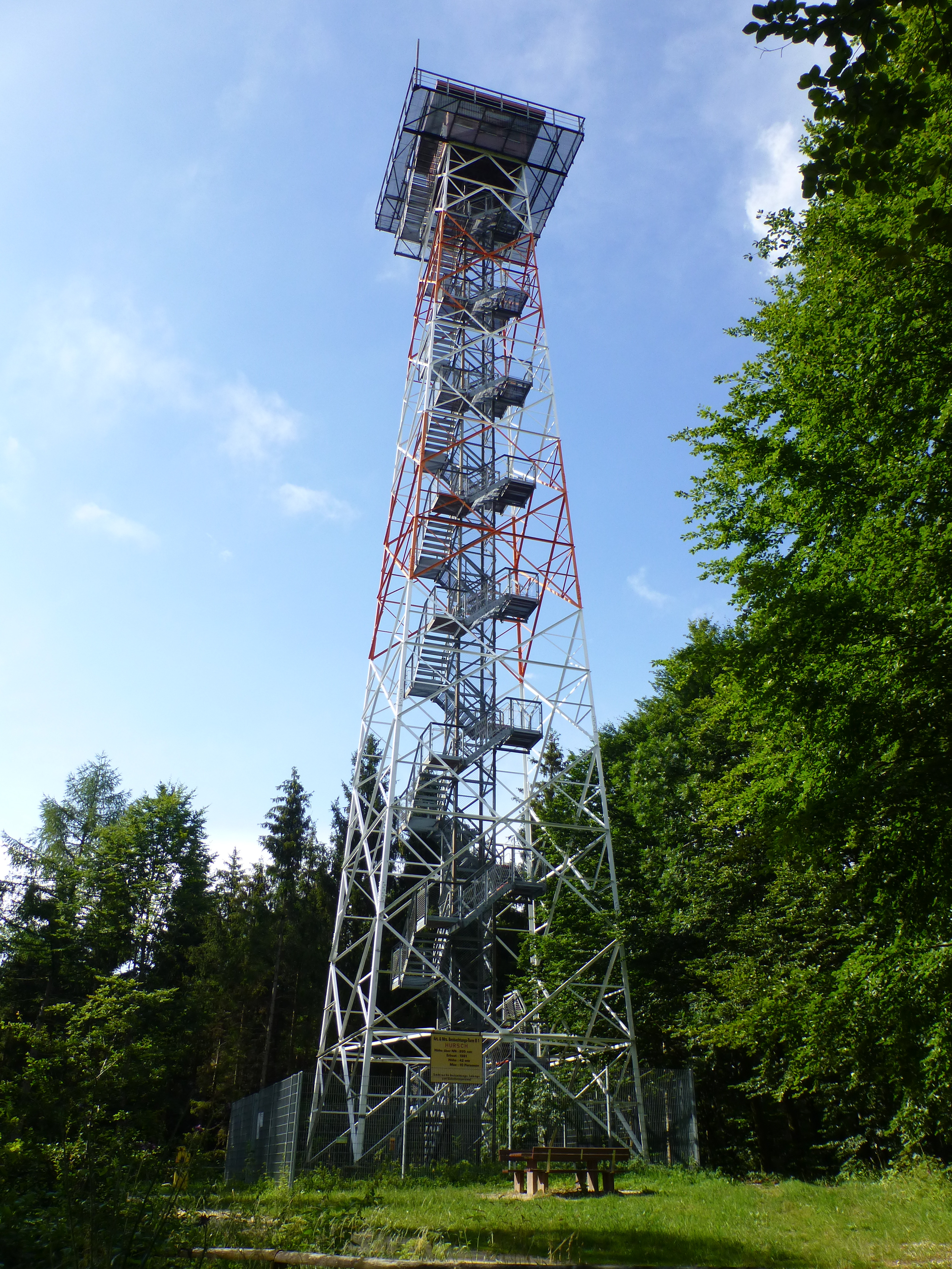
Hursch-Turm